# Arquivos Gays do Quebec
Arquivos Gays do Quebec (em francês:  Archives gaies du Québec ou AGQ) é uma organização sem fins lucrativos dedicada a documentar a história das comunidades gays e lésbicas da província do Quebec, no Canadá. Fundada em 1983 por Jacques Prince e Ross Higgins e localizada em Montreal, a AGQ mantém coleções de periódicos, jornais, recortes de imprensa, livros, videocassetes, DVDs, pôsteres, fotos e materiais de arquivo - ou seja, documentos manuscritos, impressos, visuais, sonoros. Sua coleção inclui o cânone fotográfico de Alan B. Stone, que reflete o trabalho da vida do notável fotógrafo gênero "beefcake" de Montreal. Em 2013, os Arquivos Gay do Quebec mudaram-se para instalações ampliadas na rua Atateken, em Montreal.